# Океан (учебный корабль)
«Океан», с 1922 года «Комсомолец» — российский и советский учебный корабль.
Построен на основе проекта пассажирского лайнера, планировалось использовать для обучения кочегаров.

## Служба
В 1903 году «Океан» осуществил учебный поход из Балтики на Дальний Восток. В сентябре он прибыл в Порт-Артур, затем вернулся назад. С началом Русско-японской войны в качестве судна снабжения сопровождал до Средиземного моря корабли 2-й Тихоокеанской эскадры.
С ноября 1906 по октябрь 1907 года судно находилось в учебном плавании во Францию, Италию, Алжир, Тунис и Марокко. В это время на корабле В. А. Франк оборудовал химическую лабораторию.

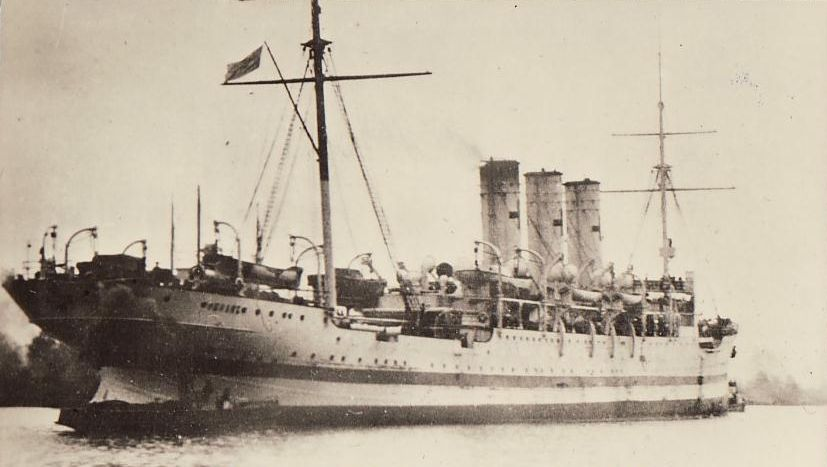
«Океан» в качестве госпитального судна. 1918—1919 годы

29 августа 1909 года был переклассифицирован в транспорт. Летом 1910 года на корабле произошло восстание матросов.
В зиму 1922—1923 годов на учебном судне «Комсомолец» проживало 6 человек командного и 35 некомандного состава, которые занимались восстановлением крейсера «Аврора».
В 1927 году рассматривалась возможность переоборудования в учебный авианосец, но по разным причинам проект реализован не был.
Перед Великой Отечественной войной вместе с крейсером «Аврора» совершил ряд учебных походов вокруг Скандинавии.
Корабль имел бортовой номер 361, который в курсантской среде переводился как “трехтрубный, шестикотельный и единственный на флоте” .  

## Командиры
- 1901 - 1904 - капитан 1-го ранга Е. Р. Егорьев
- 1905 - 1905 - капитан 1-го ранга И. В. Сухотин
- 1928 - Клюсс Александр Иванович (?-25.07.1928)
- 1928, май-декабрь К. И. Душенов[3]
- с 9 декабря 1929 года по 1931 - А. И. Летавет
- 1946 — капитан 2-го ранга Заруба, Иван Антонович[4]